# Pekka Päivärinta (Leichtathlet)
Pekka Johannes Päivärinta (* 4. Mai 1949 in Aura, Finnland) ist ein ehemaliger finnischer Leichtathlet, der 1973 erster Weltmeister im Crosslauf und damit erster Leichtathletik-Weltmeister überhaupt wurde.

## Karriere
Pekka Päivärinta siegte 1971 in 8:34,0 min bei den finnischen Meisterschaften im 3000-Meter-Hindernislauf. Bei den Europameisterschaften in Helsinki erreichte er auf der Hindernis-Strecke das Finale, fiel dort aber früh zurück und belegte den elften Platz. Ein Jahr später bei den Olympischen Spielen 1972 in München trat er im 1500-Meter-Lauf und im 3000-Meter-Hindernislauf an. Im Hindernislauf qualifizierten sich mit Tapio Kantanen, Mikko Ala-Leppilampi und Pekka Päivärinta alle drei finnischen Teilnehmer für das Finale. Im Finale konnte nur Kantanen mit der Spitze mithalten und gewann die Bronzemedaille, Päivärinta belegte den achten, Ala-Leppilampi den zehnten Platz. Zwei Tage nach dem Finale im Hindernislauf schied Päivärinta im Halbfinale über 1500 Meter aus. 
Am 10. März 1973 trat Päivärinta bei den Halleneuropameisterschaften in Rotterdam zum Vorlauf über 3000 Meter an und qualifizierte sich als Dritter für den Endlauf, tags darauf belegte er hinter den beiden Belgiern Emiel Puttemans und Willy Polleunis den dritten Platz. Am 17. März 1973 fanden im belgischen Waregem die ersten Crosslauf-Weltmeisterschaften statt. Das Rennen wurde durch heftige Proteste irischer Nationalisten massiv gestört. Päivärinta konnte mit dem Geschupse am besten umgehen und gewann im Endspurt knapp vor dem Spanier Mariano Haro; damit war Päivärinta der erste offizielle Weltmeister in der Leichtathletik, die ersten Stadion-Weltmeisterschaften fanden erst 1983 statt. In der Freiluftsaison 1973 siegte Päivärinta bei den finnischen Meisterschaften über 10.000 Meter. 
1974 verteidigte Päivärinta seinen finnischen Meistertitel im Crosslauf, bis 1977 gewann er diesen Titel fünfmal hintereinander. Bei den Crosslauf-Weltmeisterschaften 1974 in Monza belegte er den 15. Platz. Der Saisonhöhepunkt der Freiluftsaison fand ebenfalls in Italien statt: Die Europameisterschaften in Rom. Dort kam Päivärinta mit der Hitze nicht zurecht und belegte Platz 19 im 10.000-Meter-Lauf sowie Platz 13 im 5000-Meter-Lauf. 1975 trat Päivärinta wieder bei den Halleneuropameisterschaften an, in Kattowitz belegte er über 3000 Meter den zweiten Platz hinter Ian Stewart. bei den Crossweltmeisterschaften in Rabat gab er auf. In der Freiluftsaison gelang ihm am 10. Mai 1975 ein Weltrekord im 25.000-Meter-Lauf. Bei der finnischen Meisterschaft 1975 gewann Päiväranta das Double über 1500 Meter und über 5000 Meter.
1976 nahm Päivärinta zum zweiten Mal an Olympischen Spielen teil, erneut startete er in zwei Wettbewerben, diesmal aber über 10.000 Meter und über 5000 Meter. Auf der kürzeren Distanz erreichte er das Finale und belegte dort den 13. Platz, während auf beiden Strecken sein Landsmann Lasse Virén seine Olympiasiege von 1972 wiederholte. 1977 startete Päiväranta zum dritten Mal bei Halleneuropameisterschaften und gewann seine dritte Medaille, hinter Karl Fleschen gewann er im Spurt die Silbermedaille vor Markus Ryffel. Das Training Päivärintas war durch Arthur Lydiard geprägt. Durch den langen nordischen Winter passte das intensive Training auf der Grundlage langer Läufe gut zu den klimatischen Verhältnissen in Finnland.
1980 beendete Päivärinta seine Karriere. Bei einer Körpergröße von 1,86 m betrug sein Wettkampfgewicht etwa 68 kg.

## Bestleistungen

### Freiluft
- 800 Meter: 1:52,5 min (Salo 23. Juli 1978)
- 1500 Meter: 3:37,2 min (Helsinki 28. Juni 1973)
- 2000 Meter: 5:11,0 min (Laitila 2. August 1974)
- 3000 Meter: 7:57,2 min (Hyvinkää 27. Juli 1975)
- 5000 Meter: 13:28,51 min (Helsinki 16. September 1973)
- 10.000 Meter: 27:54,43 min (Helsinki 23. Juni 1976)
- 25.000 Meter: 1:14:16,8 h (Oulu 15. Mai 1975) (Weltrekord)
- Marathon: 2:13:09,0 h (Fukuoka 8. Dezember 1974)
- 2000 Meter Hindernis: 5:46,8 min (Mariehamn 9. August 1969)
- 3000 Meter Hindernis: 8:25,4 min (Helsinki 26. Juli 1972)

### Halle
- 1500 Meter: 3:52,3 min (Turku 27. Februar 1972)
- 3000 Meter: 7:52,97 min (Rotterdam 11. März 1973)
- 5000 Meter: 13:49,0 min (Turku 22. Februar 1975)

## Finnische Meistertitel
- 1500 Meter: 1972 (Halle), 1975
- 3000 Meter: 1972 (Halle), 1975 (Halle)
- 5000 Meter: 1974 (Halle), 1975 (Halle), 1975, 1977 (Halle), 1977
- 10.000 Meter: 1973, 1974, 1976
- 3000 Meter Hindernis: 1971
- Crosslauf Langstrecke: 1973, 1974, 1975, 1976, 1977